# Rhodinol
Rhodinol is een monoterpeenalcohol dat in bepaalde etherische oliën voorkomt. De molecule heeft een chiraal centrum en bijgevolg zijn er twee stereo-isomeren. De (R)- of (+)-isomeer komt voor in de olie van geranium; de (S)- of (-)-isomeer in citroengrasolie. Het CAS-nummer van de (R)-isomeer is 5713-07-5; dat van de (S)-isomeer is 6812-78-8. 141-25-3 is het CAS-nummer voor een mengsel van isomeren.
Rhodinol is ook een structuurisomeer van citronellol; het verschil tussen beide is de plaats van de dubbele binding. Rhodinol kan uit citronellol bereid worden, onder meer door citronellol bij verhoogde temperatuur bloot te stellen aan ultraviolet licht.
Rhodinol heeft een aangename, zoete geur die doet denken aan rozen- en geraniumgeur. De stof wordt gebruikt in veel parfumsamenstellingen voor bloemgeuren.